# Pártlistás blokkszavazás
A pártlistás blokkszavazás, avagy listás többségi választási rendszer a blokkszavazás egyik fajtája, amelyben a választók egy listára tudnak szavazni, és a legtöbb szavazatot szerző párt listája kapja az összes mandátumot egy többgyőzteses választáson ("a győztes mindent visz"). Így, hacsak a rendszer nem korlátozza a blokkszavazás alkalmazását a mandátumoknak egy meghatározott maximális részére (ez vegyes rendszert jelent, például: többségi bónusz), a győztes párt mindig 100%-os eredményt ér el az egyik párt listáján, függetlenül attól, hogy a szavazók mekkora részének támogatásával szerezte meg a relatív többséget a választáson.
A rendszer angolul general ticket és party block vote néven ismert. A pártlistás blokkszavazás pártlisták nélküli megfelelőjét, az olyan blokkszavazást, amelyben minden választó (legfeljebb) pontosan annyi szavazatot adhat le, amennyi mandátum betöltésre kerül a választáson (vagy a többmandátumos választókerületben) Magyarországon a törvény egyéni listás rendszerként. Ez a korábban kislistás választási rendszerként is ismert rendszer azonban valójában nem használ pártlistát, hanem vélhetően onnan kapta neveit, hogy a választó a szavazólapon maga alakítja ki a saját listáját, ami során nem köteles figyelemmel lenni a jelöltek párthovatartozására.
Az egy X-es pártlistás blokkszavazás esetén a taktikai szavazási és stratégiai jelölési szempontok ugyanazok lesznek, mint az egy X-es, egyfordulós szavazásnál.
A pártlistás blokkszavazás rendszerét jelenleg Szingapúrban használják választókerületi szinten, Franciaországban és Olaszországban pedig a helyi önkormányzati mandátumok egy részét ilyen rendszerben választják, vegyes rendszerben. Az Amerikai Egyesült Államok Elektori Kollégiumának választásakor (ez az elnökválasztás része, ugyanis a választás indirekt) két állam kivétel az összes pártlistás blokkszavazással választja meg az összes elekort.